# Michelangelo Galilei
Michelangelo Galilei (auch Michelagnolo Galilei und Michel Angelo Galilei; * 18. Dezember 1575 in Florenz; † 3. Januar 1631 in München) war ein italienischer Komponist und Lautenist der Spätrenaissance beziehungsweise des frühen Barocks. Er war der jüngere Bruder des berühmten Astronomen Galileo Galilei.
Galilei, Edler zu Florenz, erlernte früh das Spiel der Laute. Nach dem Tod seines Vaters Vincenzo Galilei 1591 kam er in die Obhut seines älteren Bruders Galileo Galilei nach Padua.
1593 nahm er ein Engagement in Polen an, vermutlich bei der Familie Radziwiłł. Mit kurzer Unterbrechung lebte Galilei bis 1607 in Polen, um anschließend in der Hofkapelle des Kurfürsten Maximilian I. in München zu spielen. In München herrschte Anfang des 17. Jahrhunderts ein musikalisch aufgeschlossenes Klima, das u. a. durch Orlando di Lasso geprägt worden war. Galilei heiratete Anna Clara Bandinelli und blieb bis zu seinem Tod in München, drei seiner acht Kinder wurden ebenfalls Lautenisten.  
Die Beziehung zu seinem Bruder Galileo wurde in seinen späteren Jahren besonders schwierig. Viele Briefe zwischen den beiden sind erhalten. Michelangelo bat seinen älteren Bruder häufig, ihm Geld zu leihen, um ihm mit seinen schwierigen Kindern zu helfen.
Die meisten Kompositionen Galileis sind für die zehnchörige Laute bestimmt. Seine erste Veröffentlichung war Il primo libro d'intavolatura di liuto (München 1620) in Tabulatur. Daneben gibt es zahlreiche Veröffentlichungen in anderen Publikationen. Zudem Bearbeitungen für die Gitarre.